# 伊勒莱梅尔德斯
伊勒莱梅尔德斯（法語：Isles-les-Meldeuses，法語發音：[il le mɛldøz] ⓘ）是法国法蘭西島大區塞纳-马恩省的一个市镇，属于莫城区。 

## 地理
伊勒莱梅尔德斯（48°59'58"N, 3°0'23"E）面积6.94 平方千米，位于法国法蘭西島大區塞纳-马恩省，该省份为法国北部内陆省份，北起瓦兹省，西接埃松省、马恩河谷省、塞纳-圣但尼省和瓦兹河谷省，南至卢瓦雷省，东南接约讷省，东临马恩省和奥布省，东北接埃纳省。
与伊勒莱梅尔德斯接壤的市镇（或旧市镇、城区）包括：唐克鲁、布里地区阿尔芒蒂耶尔、泰鲁阿讷河畔孔日、热尔米尼莱维克、马恩河畔马里。

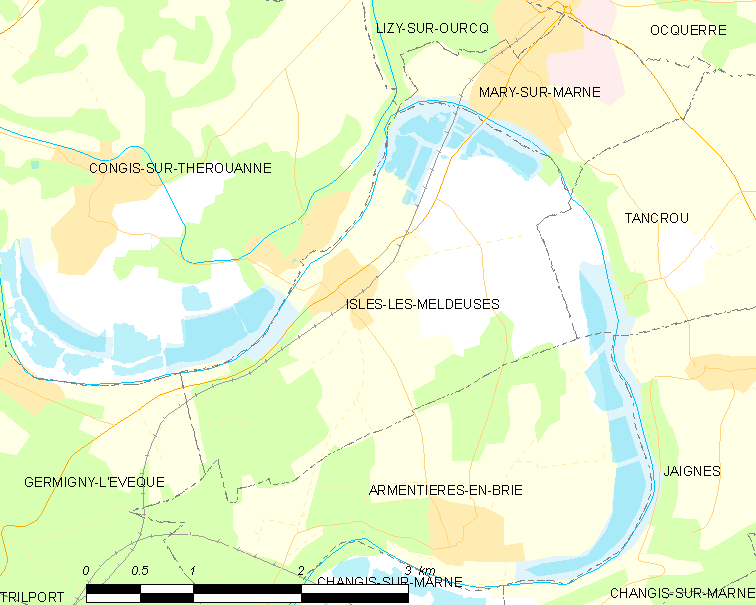
伊勒莱梅尔德斯的OSM定位图

伊勒莱梅尔德斯的时区为UTC+01:00、UTC+02:00（夏令时）。

## 行政
伊勒莱梅尔德斯的邮政编码为77440，INSEE市镇编码为77231。

## 政治
伊勒莱梅尔德斯所属的省级选区为拉费泰苏茹阿尔县。

## 人口

1962-2008年间伊勒莱梅尔德斯人口变化图示

伊勒莱梅尔德斯于2022年1月1日时的人口数量为780人。